# Hidrodinamički tlak
Hidrodinamički tlak je tlak u fluidu (tekućina ili plin) koji struji. Njegova vrijednost iznosi:
{\displaystyle {\tfrac {1}{2}}\,\cdot \rho \,\cdot v^{2}\,}
gdje je: ρ - gustoća fluida a v - brzina strujanja fluida.
U vodoravnoj cijevi je zbroj statičkog i dinamičkoga tlaka konstantan,  prema Bernoullijevoj jednadžbi: 
{\displaystyle p+{\tfrac {1}{2}}\,\cdot \rho \,\cdot v^{2}\,=\,{\text{konstanta}}\,}
pa je u dijelovima cijevi u kojima fluid brže struji statički tlak manji.

## Bernoullijeva jednadžba
Bernoullijeva jednadžba (prema Danielu Bernoulliju) je osnovni zakon gibanja fluida. Proizlazi iz primjene zakona o očuvanju energije na strujanje fluida. Odatle se dobije da zbroj:
{\displaystyle {\tfrac {1}{2}}\,\cdot \rho \,\cdot v^{2}\,+\,\rho \,\cdot g\,\cdot h\,+\,p\,=\,{\text{konstanta}}\,}
ima istu vrijednost posvuda u fluidu koji struji vodoravno, gdje je p tlak, ρ gustoća i v brzina fluida u nekoj točki, a h visina visina težišta poprečnog presjeka fluida u odnosu na neku vodoravnu ravninu. Prema tome, ondje gdje je brzina tekućine veća, tlak je manji, ondje gdje je brzina tekućine manja, tlak je veći. Na Bernoullijevoj jednadžbi osnivaju se mnoge inženjerske primjene, kao na primjer let zrakoplova: zrak struji uz gornju zakrivljenu plohu krila brže nego ispod krila, pa je tlak na donju plohu krila veći nego na gornju, što ima za posljedicu da na krila djeluje ukupna sila prema gore koja diže zrakoplov.
Bernoullijeva jednadžba prikazuje odnos između brzine, tlaka i gustoće tekućine u kretanju. Ona kaže da je u slučaju stabilnog strujanja nestlačive idealne tekućine, bez trenja, ukupna energija tekućine jednaka duž svih prereza; porastom brzine tekućine pada njen hidrostatski tlak i obratno. Zbroj hidrostatskog tlaka i |hidrodinamičkog tlaka u vodoravnom strujanju daje ukupan tlak koji je konstantan u svim prerezima cijevi. Drugim riječima, Bernoullijeva jednadžba predstavlja zakon očuvanja energije koji nam u slučaju stacionarnog strujanja tekućine govori da za vrijeme stacionarnog strujanja jedinica mase tekućine (njen diferencijalni dio) ima konstantnu energiju duž cijele strujne cijevi.
Iz pokusa vidimo da tlak u vodoravnoj cijevi stalno opada, te da je hidrodinamički tlak na svakom mjestu manji od hidrostatskog tlaka koji bi postojao kad mi voda mirovala.